# Garmisch-Partenkirchen
Garmisch-Partenkirchen é um município (Markt) da Alemanha, capital do distrito homônimo, localizado na região administrativa de Alta Baviera, estado de Baviera.
Garmisch-Partenkirchen é uma estância de desportos de inverno e foi sede dos Jogos Olímpicos de Inverno de 1936. O estádio Große Olympiaschanze foi o local onde se realizaram as cerimônias de abertura e encerramento, além de sediar as disputas do salto de esqui e um dos eventos do combinado nórdico. Nas proximidades da pista foram realizadas as provas do esqui cross-country.
Era conhecida como Partano (Parthanum) durante o período romano.

## Galeria

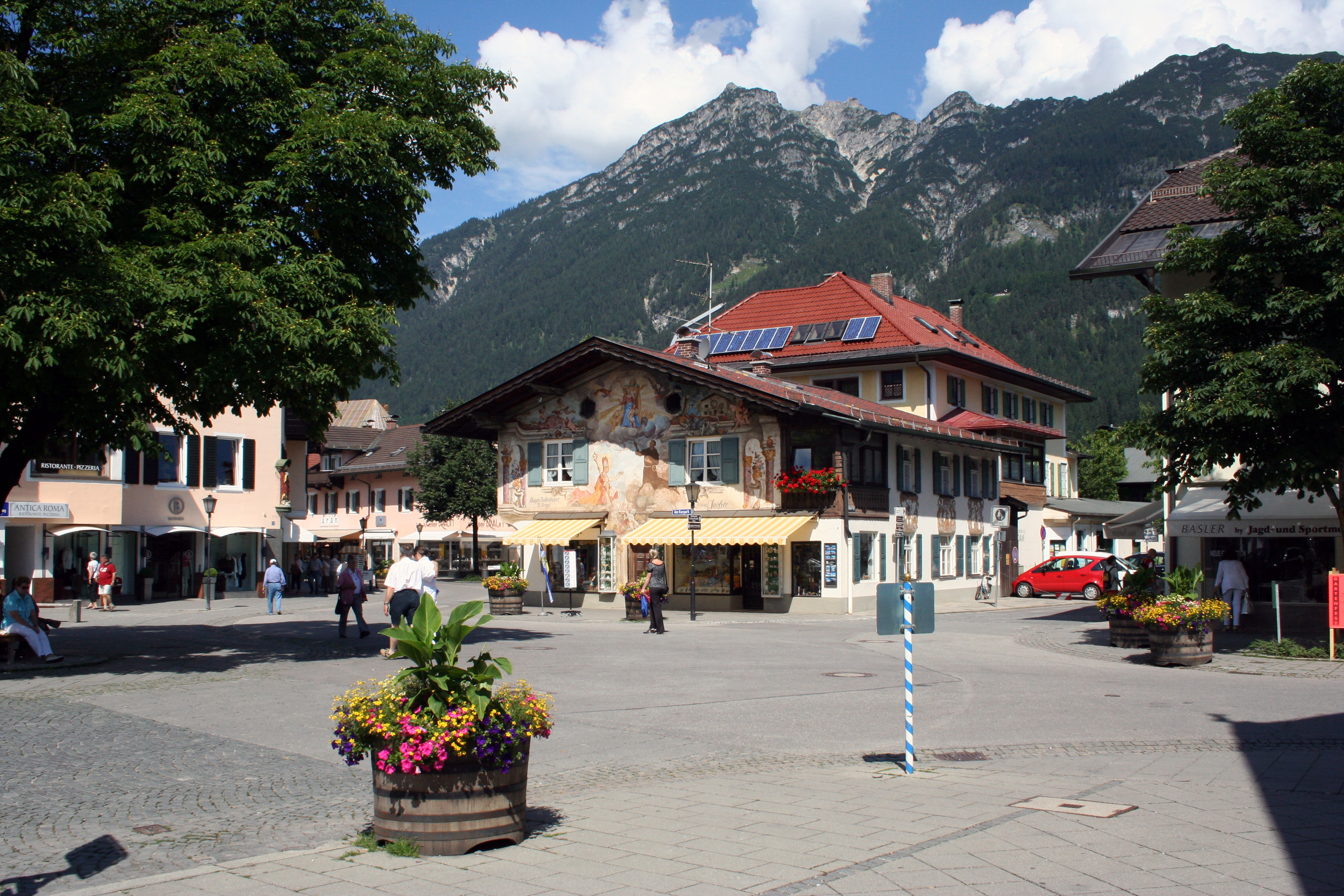
Garmisch-Partenkirchen
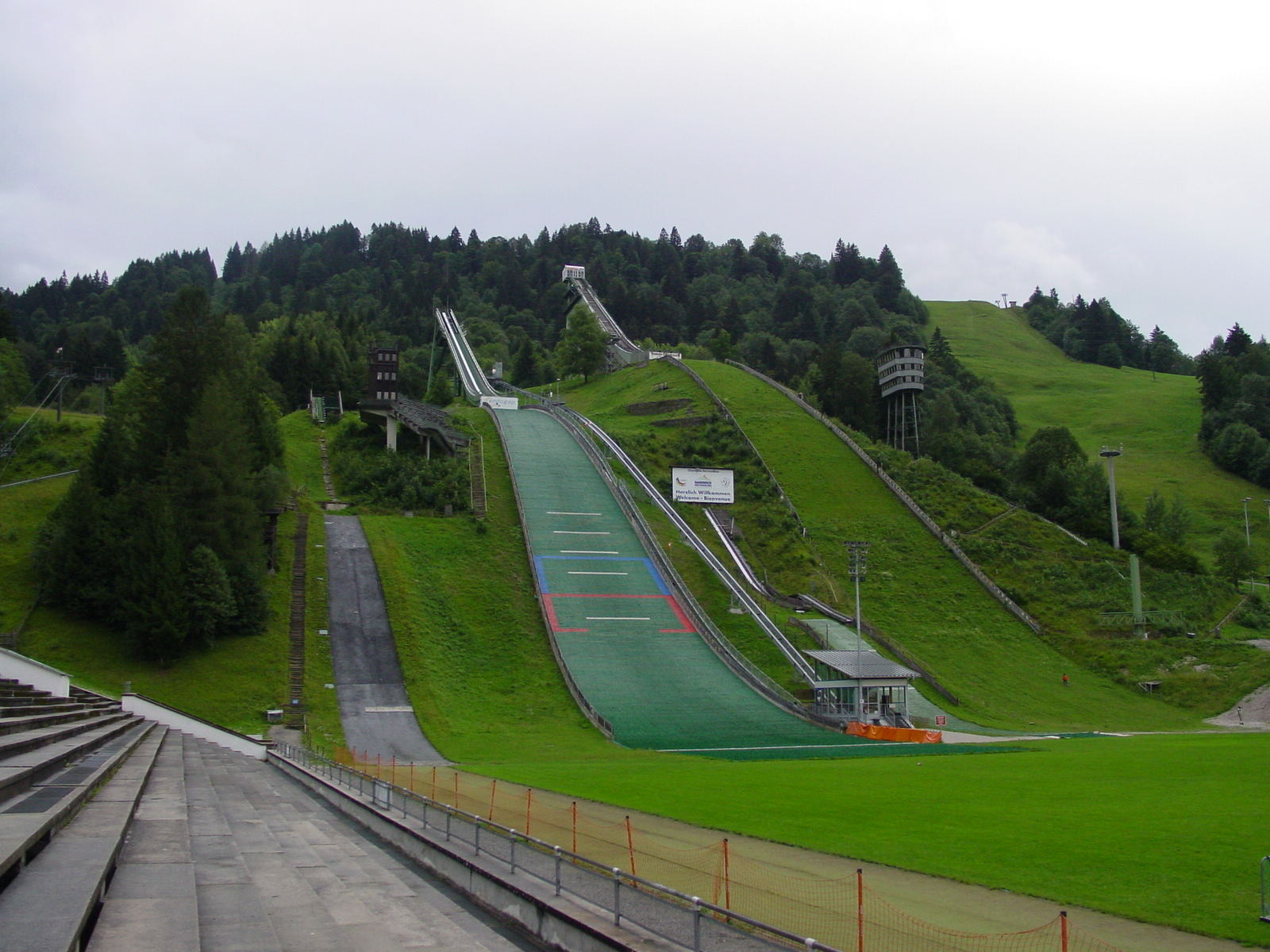
Garmisch-Partenkirchen
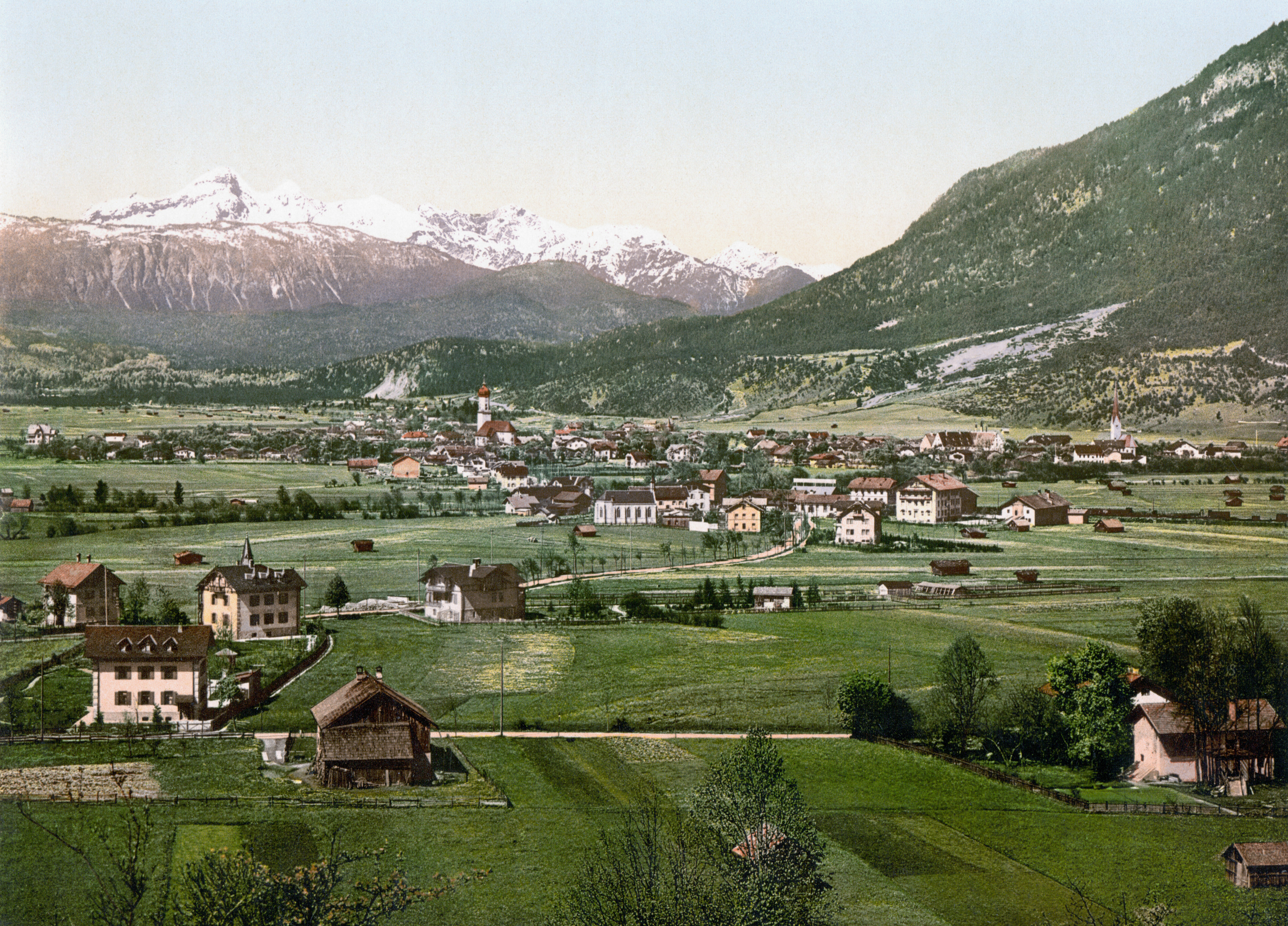
Garmisch-Partenkirchen (1900)

## Cidadãos notórios
- Michael Ende  (1929—1995), escritor
- Maria Riesch (1984—), esquiadora
- Hans-Joachim Stuck (1951— ), piloto de automóvel